# Lallemandana tubuaii
Lallemandana tubuaii är en insektsart som beskrevs av Hamilton 1980. Lallemandana tubuaii ingår i släktet Lallemandana och familjen spottstritar. Inga underarter finns listade i Catalogue of Life.